# София фон Арнсберг-Ритберг
София фон Арнсберг-Ритберг (на немски: Sophie von Arnsberg und von Rietberg; * ок. 1210/1211, Арнсберг; † ок. 1245/ или пр. 1248) от Дом Куик, е графиня от Арнсберг и Ритберг, наследничка на господство Реда, и чрез женитба господарка на Липе.

## Произход
Тя е най-малката дъщеря на граф Готфрид II фон Арнсберг-Ритберг († 1235) и първата му съпруга Елизабет († 1217/1223), или на втората му съпруга Агнес фон Рюденберг († сл. 1237), дъщеря на бургграф Херман фон Рюденберг-Щромберг († сл. 1246).

## Фамилия
София фон Арнсберг се омъжва ок. 1230 г. (или пр. 4 май 1240) за граф Бернхард III фон Липе (* ок. 1194; † ок. 1265), най-възрастният син на благородника Херман II от Липе (1175 – 1229) и съпругата му графиня Ода фон Текленбург (1180 – 1221). Те имат пет деца:
- Бернхард IV (ок. 1230 – ок. 1275), господар на Липе и Реда (1265 – 1273), женен 1260 г. за Агнес (1232 – 1285), дъщеря на граф Дитрих IV от Клеве
- Херман III (ок. 1233 – 3 октомври 1274), господар на Липе (1265 – 1274)
- Хедвиг (ок. 1238 – 5 март 1315), омъжена на 5 март 1271 г. за граф Ото III фон Равенсберг (1246 – 1306)
- Герхард (ок. 1240 – 1259), пропст в Бремен
- Дитрих (ок. 1244 – сл. 1271), свещеник в катедралата на Минден

След нейната смърт Бернхард III фон Липе се жени през 1248 г. втори път за София фон Равенсберг-Фехта († сл. 1285) и има с нея три дъщери.